# Area 11
Area 11 är en brittisk musikgrupp från Nottingham. Gruppen består av fyra medlemmar; Sparkles*, Alex Parvis, Jonathan Kogan och Leo Taylor.
Area 11 har släppt flera singlar, en EP och ett studioalbum. Deras debut-EP drogs in och en nyinspelning gjordes. Den nya versionen inkluderades på albumet All The Lights In The Sky.

## Diskografi

### Album
| 2013                                               | All The Lights In The Sky - Släppt: 31 januari 2013 - Skivbolag: Yogscast Studios - Format: Nedladdning     | 75 | 10 | 10 | 2 | 11 | 42 |
| 2014                                               | All The Lights In The Sky 「COMPLETE」 - Släppt: 13 januari 2014 - Skivbolag: Yogscast Studios - Format: CD | _  | _  | _  | _ | 24 | _  |
| "—" markerar att objektet inte platsade på listan. | |    |    |    |   |    |    |

### Förlängda spår
| Titel                 | Detaljer                                                                              |
| --------------------- | ------------------------------------------------------------------------------------- |
| Blackline EP          | - Släppt: 3 september 2011 - Skivbolag: Breaking The Boredom - Format: CD/Nedladdning |
| BLACKLINE「COMPLETE」 | - Släppt: 11 januari 2013 - Skivbolag: Yogscast Studios - Format: Nedladdning         |
| Underline EP          | - Släppt: 2 november 2014 - Skivbolag: Smihilism Records - Format: CD/Nedladdning     |

### Singles
| 2011                                               | "Dota 2 Beta Key"                        | –   | –  | –  |
| 2012                                               | "Knightmare/Frame"                       | –   | –  | –  |
| 2012                                               | "Reply Boyz"                             | –   | –  | –  |
| 2012                                               | "Minecraft Christmas"                    | 69  | 7  | 3  |
| 2013                                               | "Shi No Barado" (featuring Beckii Cruel) | 115 | 12 | 1  |
| 2013                                               | "Go!! Fighting Action Power"             | –   | –  | 12 |
| 2013                                               | "Heaven-Piercing Giga Drill"             | –   | –  | –  |
| 2014                                               | "Homunculus"                             | –   | –  | –  |
| "—" markerar att objektet inte platsade på listan. |                                          |     |    |    |